# Bahnstrecke Ilo–Moquegua
| Streckenlänge: | 98 km                |               |               |
| Spurweite: | 1435 mm (Normalspur) |               |               |
| Maximale Neigung: | 41,5 ‰               |               |               |
| |                      |               |               |
| \| \| 0 \| Ilo (⊙) \| Ilo (⊙) \| \| \| \| Pacocha \| \| \| \| \| Tacaguay \| \| \| \| 24 \| Desvio \| Desvio \| \| \| \| Rinconada (⊙) \| \| \| \| 98 \| Moquegua (⊙) \| Moquegua (⊙) \| \| \| \| \| \| \| Quellen: [1] \| \| \| \| |                      |               |               |
| Kopfbahnhof Streckenanfang (Strecke außer Betrieb) | 0                    | Ilo (⊙)       | Ilo (⊙)       |
| Haltepunkt / Haltestelle (Strecke außer Betrieb) |                      | Pacocha       | Pacocha       |
| Haltepunkt / Haltestelle (Strecke außer Betrieb) |                      | Tacaguay      | Tacaguay      |
| Bahnhof (Strecke außer Betrieb) | 24                   | Desvio        | Desvio        |
| Bahnhof (Strecke außer Betrieb) |                      | Rinconada (⊙) | Rinconada (⊙) |
| Kopfbahnhof Streckenende (Strecke außer Betrieb) | 98                   | Moquegua (⊙)  | Moquegua (⊙)  |
| |                      |               |               |
| Quellen: |                      |               |               |

Die Bahnstrecke Ilo–Moquegua war eine normalspurige, eingleisige Eisenbahnstrecke im Süden Perus.

## Geografische Lage
Die 98 km lange Strecke verband die im Hinterland gelegene Stadt Moquegua mit der am Pazifik gelegenen Hafenstadt Ilo. Obwohl die Strecke in ihrem Verlauf von Meereshöhe bis auf 1375 m Höhe anstieg, wies sie weder Brücken noch Tunnel auf, allerdings Steigungen bis zu 41,5 ‰.:82 Zwischen Ilo und Desvio wurde parallel zu der Trasse der Bahnstrecke Ilo–Moquegua ab 1958 die Bahnstrecke Ilo–Toquepala gebaut, die anschließend weiter östlich verläuft.:84

## Geschichte
Die Strecke entstand in den Boom-Jahren der frühen 1870er Jahre, als sich die Stadt Moquegua ohne Bahnanschluss ins wirtschaftliche Abseits gedrängt sah. Sie konnte die Regierung zum Bau der Strecke bewegen. Der Auftrag dazu wurde 1870 vergeben, sehr bald von Henry Meiggs übernommen, der alle größeren Eisenbahnprojekte der Zeit in Peru als Generalunternehmer umsetzte, und die Strecke 1873 eröffnete.
Das Verkehrsbedürfnis von und nach Moquegua war aber so gering, dass der Fahrplan zunächst aus einem wöchentlichen Zug bestand. Im Salpeterkrieg (1879–1884) wurde die Strecke 1880 zerstört. Es dauerte bis 1907, bevor mit dem Wiederaufbau begonnen wurde und erst 1909 gab es wieder planmäßigen Verkehr. Wirtschaftlich stand die Bahn weiter schwach da. Der Versuch, die Staatsbahn auf die Peruvian Corporation zu übertragen, scheiterte 1911.
1932 besaß die Bahn noch einige Personenwagen, die 1952 nicht mehr verzeichnet waren. Damals bestand der Fahrzeugpark noch aus einer Dampflokomotive und 14 Güterwagen. Die Strecke diente vor allem der Abfuhr landwirtschaftlicher Produkte. Um 1964 wurde die Strecke stillgelegt.:82